# Grčki genocid
Grčki ili Pontski genocid naziv je za sustavno raseljavanje, masovna ubojstva, progone i pokolje kršćanskog grčkog stanovništva u njegovoj pradomovini Anatoliji tijekom Prvog svjetskog rata i poraća (do 1922.) od ruke Osmanskog Carstva i njegove pravne nasljednice Turske u sklopu tada raširene ideologije panturkizma. Uz pokolje i nasilna raseljavanja, osmanske i turske vlasti provodile su i uništenje kulturno-povijesnog naslijeđa i baštine Pontskih i Kapadocijskih Grka te rušenje pravoslavnih crkvi i manastira.
Procjene broja ubijenih Grka kreću se od 289 do 750 000, uz 750 000 nasilno raseljenih. Prema Rudolphu Rummelu, koji je uspoređivao različite procjene, ubijeno je 648 000 Grka, od čega 264 000 za vrijeme Prvog svjetskog rata. Prema istraživanjima skupine armenskih istraživača broj ubijenih u genocidu mogao je iznositi i do 900 000, dok grčka vlada i Grčka pravoslavna crkva navode brojku od milijun žrtava genocida. Različite procjene navode brojke između 300 i 360 000 žrtava genocida, uz još barem toliko raseljenih.
Nakon što je Turska odbila potpisati Mirovni ugovor u Sèvresu prema kojem su progoni i ubojstva (Pontskih) Grka prozvani terorističkim činom, Mirom u Lausanni, mnogo povoljnijim za Tursku, pomilovani su svi naglodavci i izvršitelji progona uz uvjet razmjene ratnih zarobljenika s obje strane (Proglas o pomilovanju ne spominje progone, ubojstva ili pokušaj genocida).  Time su propala sva nastojanja za priznanjem genocida na međunarodnoj razini.
Grčko-turska razmjena stanovništva i ratnih zarobljenika 1923. ishodovala je u gotovo potpunom etničkom čišćenju grčke zajednice na tlu Turske. Prema grčkom popisu 1928. u Grčku je prebjeglo oko 1,14 milijuna "Osmanskih Grka". S druge strane, ne postoje popisi ili statistike vezane uz (Pontske) Grke izbjegle prema Sovjetskom Savezu (današnjoj Rusiji), uglavnom iz okolice Trabzona, jednog od okupljališta grčke manjine u Turskoj.